# Antje Joel
Antje Joel (* 1966 im Weserbergland) ist eine deutsche Journalistin und Autorin, die auch unter dem Pseudonym Antje Potthoff veröffentlichte.

## Leben
Antje Joel kam 1966 als Tochter einer Frau aus dem Ruhrgebiet und eines Mannes aus Kroatien im Weserbergland zur Welt. Die Eltern hatten sich jedoch schon vor der Geburt getrennt, ihre Mutter heiratete nach der Geburt einen anderen Mann, der die Tochter adoptierte. Sie wuchs in dieser Familie, zu der auch noch eine katholische Großmutter zählte, auf. Vor ihrer journalistischen Karriere hat sie als Kinderkrankenschwester, Zahnarzthelferin, fotografische Assistentin und Architektin gearbeitet.
Seit 1994 arbeitet sie als freie Journalistin und Autorin. Sie hat u. a. in der SZ, im Tagesspiegel, im Spiegel, in der Brigitte, und in der Weltwoche veröffentlicht. Bekannt wurde sie unter ihrem Ehenamen Potthoff, nach ihrer Scheidung nahm sie 2004 wieder ihren Geburtsnamen Joel an.
1996 erhielt sie den Axel-Springer-Preis für junge Journalisten für den Beitrag Kalnowski, 2. Stock links, erschienen im Spiegel.
Für ihre Arbeit Sag es. Damit es ein Ende hat im SZ-Magazin wurde sie 1996 mit dem Egon-Erwin-Kisch-Preis ausgezeichnet. Die prämierte Reportage über eine mehr als zwölf Jahre andauernde Inzest-Beziehung zwischen Vater und Tochter, aus der fünf Kinder hervorgehen, wurde später Thema einer vergleichenden Arbeit über geschlechtsspezifisches Schreiben im Journalismus.
Antje Joel hat sechs Kinder und lebte mit ihnen in Schleswig-Holstein an der dänischen Grenze unweit der Küste, wo sie neben ihrer publizistischen Arbeit Pferde hielt. Seit 2008 lebt und arbeitet sie in Ballygar nahe Galway in Irland.

## Werke
- Antje Potthoff: Die ländliche Kolumne. Deutscher Taschenbuch-Verlag, München 2000, ISBN 3-423-20292-0.
- Antje Potthoff: Sechs Kinder, Katzen und Karriere – mein ganz normales Chaos. Kreuz Verlag, Zürich 2000, ISBN 3-268-00251-X.
- Antje Potthoff: Mein fehlfarbenes Kind – ein biographisches Hörbuch. Ullstein Hörverlag, Berlin 2002, ISBN 3-550-09044-7.
- Antje Potthoff: Pferde – erschienen in der Reihe Kleine Philosophie der Passionen. Deutscher Taschenbuch-Verlag, München 2003, ISBN 3-423-20558-X.
- Antje Joel: Sylt Stories – vom Mythos der Insel, mit Fotos von Robert Lebeck. Murmann-Verlag, Hamburg 2007, ISBN 3-938017-76-7.
- Antje Joel: Jagd. Unsere Versöhnung mit der Natur. Rowohlt Polaris, Reinbek 2018, ISBN 978-3-499-63279-2.
- Antje Joel: Prügel. Eine ganz gewöhnliche Geschichte häuslicher Gewalt. Rowohlt, rororo, 2020, ISBN 978-3-499-68043-4